# Муганський степ

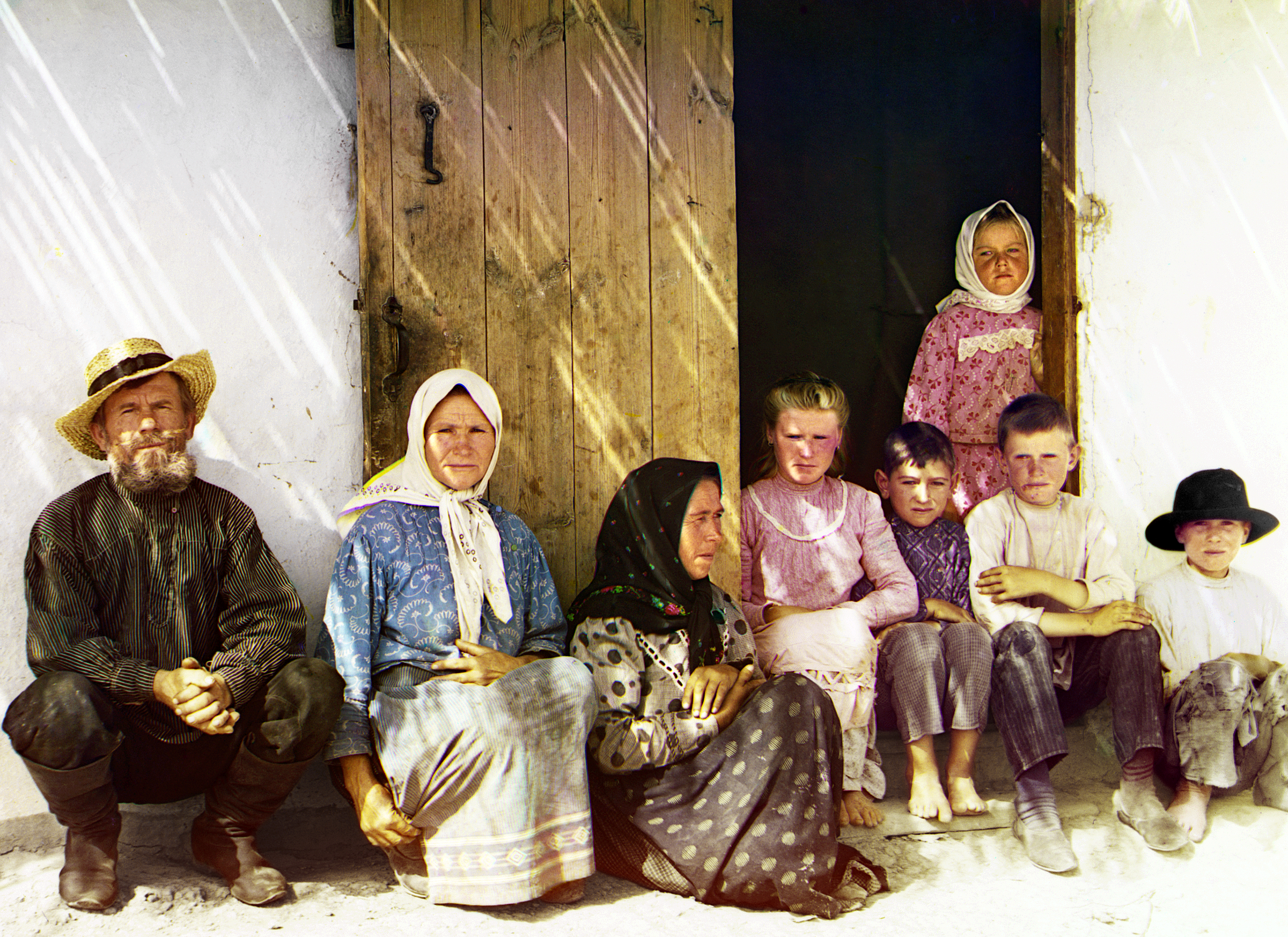
Муганський степ (початок XX ст.)

39°37′59.48″ пн. ш. 48°21′42.55″ сх. д. / 39.6331889° пн. ш. 48.3618194° сх. д.
39°42′ пн. ш. 48°27′ сх. д. / 39.7° пн. ш. 48.45° сх. д.
Муганський степ (азерб. Muğan düzü) — степові рівнини у східному Закавказзі (Азербайджан), розташовані між Карабахом на заході та Каспійським морем на сході, між нижньою течією річок Аракс на півдні й Кури півночі. На сході обмежені Карадагом, на півдні — Талиськими горами.

## Опис
Є алювіальною рівниною, яка здебільшого лежить нижче рівня моря. Ґрунти — сіроземні, луково-сіроземні й сіро-коричневі, лукові, іноді засолені. Рослинність напівпустельна — полин, солянки, ефемери. У степу живуть джейрани, миші, змії тощо.
Одна з ділянок степу відведена під заповідник, частина — зрошена та засіяна вовною.
Міста на території степу:
- Сальяни,
- Алі-Байрамли,
- Казі-Магомед,
- Агджабеді,
- Імішлі,
- Саатли,
- Сабірабад,
- Кюрдамір,
- Уджари.